# Bíborhasú malájtrogon
A bíborhasú malájtrogon (Harpactes diardii) a madarak osztályába a trogonalakúak (Trogoniformes) rendjébe és a trogonfélék (Trogonidae) családjába  tartozó faj.

## Rendszerezése
A fajt Coenraad Jacob Temminck holland zoológus írta le 1832-ben, a Trogon nembe Trogon diardii néven.

## Alfajai
- Harpactes diardii diardii (Temminck, 1832)
- Harpactes diardii sumatranus W. Blasius, 1896[2]

## Előfordulása
Délkelet-Ázsiában Brunei, Indonézia, Malajzia, Szingapúr és Thaiföld területén honos. Természetes élőhelyei a szubtrópusi vagy trópusi száraz erdők és nedves cserjések. Állandó, nem vonuló faj.

## Megjelenése
Testhossza 34 centiméter.  A nemek eltérőek.

## Életmódja
Párban él. Rovarokkal táplálkozik, amiket a levegőben kap el, vagy a levelekről szed össze.

## Szaporodása
Általában rothadó fába vájja a fészkét.

## Természetvédelmi helyzete
Az elterjedési területe rendkívül nagy, de gyorsan csökken, egyedszáma is csökken. A Természetvédelmi Világszövetség Vörös listáján mérsékelten fenyegetett fajként szerepel.